# 小泉荘 (信濃国)
小泉荘（こいずみのしょう）は、信濃国小県郡（現在の長野県上田市）にあった荘園。現在の川西地区一帯にあたる。

## 歴史
古代東山道の通過点にある、『和名類聚抄』の「福田郷」にほぼ一致する。『吾妻鏡』文治2年3月12日（1186年4月3日）条に後白河法皇から源頼朝に示された「関東御知行国々内乃具未済庄々注文」では一条大納言領、領家はその子である法勝寺執行尊長であった。
地頭の泉親衡は建暦3年（1213年）、泉親衡の乱を起こして執権北条氏に反旗を翻したが鎮圧され、小泉荘は北条泰時が没収した。『吾妻鏡』延応元年（1239年）7月15日条で、泰時は荘内の室賀郷の水田6町6段を不断念仏料所として善光寺に寄進した。念仏衆12人も定め、6町は念仏僧侶の給免、6段は仏性灯油の料田である。
嘉暦4年（1328年）の「諏訪大社造営目録案」では、荘内の前田（舞田）、岡を泉小二郎、加畠（神畑）、室賀、神子田（仁古田）を海野信濃権守（海野氏）、上田原、津井地（築地）、保野を工藤薩摩守（薩摩氏）が分割知行し、諏訪大社への神役を勤仕している。南北朝時代初期には足利尊氏の所領となっており（『比志島文書』）、元弘3年（1333年）家臣の安保光泰（武蔵安保氏）に室賀郷が安堵されている。
戦国時代以降は武田氏の支配地となり、荘園は解体され、天文22年（1553年）小泉氏に所領が安堵されているが、居城の小泉城は破却されている。